# Johann Horvath
Johann „Hans” Horvath (1903. május 20. – 1968. július 30.) osztrák labdarúgócsatár.